# Риккен, Адальберт
Адальберт Риккен (нем. Adalbert Ricken; 1851—1921) — немецкий священник и миколог-любитель.

## Биография
Адальберт Риккен родился 30 марта 1851 года в городе Фульда. В 1873 году стал священником, окончив духовную семинарию в Фульде. Проповедовал в различных приходах диоцеза Фульды (1873—1875 — в Дернбахе, 1875—1885 — в Веймаре, 1885—1887 — во Фритцларе, 1887—1907 — в Ауфенау). С 1907 года жил в Ларбахе. Вюрцбургский университет впоследствии присвоил Риккену почётную степень доктора. Адальберт Риккен скончался 1 марта 1921 года.
Риккен был автором иллюстрированной монографии грибов Германии, известной под названием Die Blätterpilze. Она была издана в Лейпциге в 15 частях с 1910 по 1915.
Местонахождение гербарных образцов Риккена не известно. Акварельные рисунки грибов и микропрепараты, хранившиеся в Берлинском ботаническом музее, были уничтожены во время Второй мировой войны.

## Некоторые научные работы
- Ricken, A. (1910—1915). Die Blätterpilze Deutschlands. — Leipzig. — 15 fasc.
- Ricken, A. (1918). Vademecum für Pilzfreunde. Leipzig. — 334 p.

## Роды, названные в честь А. Риккена
- Rickenella Raithelh., 1973